# John Barrymore
John Sidney Blythe Barrymore (Filadelfia, 14 o 15 de febrero de 1882-Los Ángeles, 29 de mayo de 1942) fue un actor estadounidense de teatro y cine. La armonía de sus rasgos hizo que se lo conociera como "El gran perfil".

## Familia
John Barrymore fue hermano de las dos leyendas de la actuación Lionel Barrymore y Ethel Barrymore. Se casó cuatro veces, todos los matrimonios fueron fracasos y sus frecuentes aventuras amorosas hicieron que estuviera siempre en boca de todos. Fue padre de los actores Diana Barrymore y John Drew Barrymore, y abuelo de la también actriz Drew Barrymore.

## Vida artística
Su debut teatral en Chicago (1903) fue continuado por gloriosas temporadas en Nueva York, Londres y Australia.
Se volvió famoso como actor shakespeareano, aplaudido por su Hamlet, y fue varias veces considerado como el más grande actor de su generación, trabajando en una gran variedad de roles en el escenario y en películas.
Su rebeldía y deseo de acabar con la tradición familiar, le llevaron a trabajar primero como dibujante de un periódico y convertirse en alcohólico, problema que se agravaría con los años.
Su debut se dio en Broadway, en 1903, llegando a ser el más ilustre miembro de la "familia real" sobre todo gracias a sus creaciones shakesperianas (Ricardo III en 1920 y Hamlet en 1922).
Apareció por primera vez en la pantalla en 1913, destacando por su interpretación en El hombre y la bestia (J. S. Robertson, 1920), la mejor y más famosa adaptación en el cine mudo de la novela El extraño caso del Doctor Jeckyll y Míster Hyde, en la que era capaz de pasar de una personalidad a otra únicamente con el recurso de su expresividad (y de trucos de iluminación).
Trabajó en uno de los últimos filmes de Alfred Parker (Sherlock Holmes, 1922) antes de interpretar al capitán Acab en La fiera del mar (The Sea Beast, Millard Webb, 1926) y Don Juan, un musical (Alan Crosland, 1926).
Continuó en el cine sonoro debido mucho a su buen registro de voz.
Memorable su actuación en Gran hotel (Edmund Goulding, 1932) y en Cena a las ocho (George Cukor, 1933), interpretaría una transposición de su propio personaje en La comedia de la vida (Howard Hawks, 1934) pero no pudo finalizar la obra Hamlet en color (1933) por sus frecuentes lapsus de memoria.
En Romeo y Julieta (George Cukor, 1936) dio vida a Mercutio, superando a todos los demás actores de la película.
En The Great Profile (Walter Lang, 1940), marcó el ocaso de esta personalidad tumultuosa, que aún habría de interpretar el tema de la decadencia en su último filme Playmates (David Butler, 1941).

## Muerte
Falleció el 29 de mayo de 1942 en Hollywood, California, a causa del alcoholismo irrefrenable del actor, que terminó llevándolo a la fase terminal y a una cirrosis hepática, unos días después de ser internado tras un ataque de delirium tremens producido en un programa de radio conducido por el cantante y actor Rudy Valee. Tenía 60 años de edad.
Se le ha dedicado una estrella en el paseo de la fama de Hollywood.

## Filmografía
| Año  | Película                        |
| ---- | ------------------------------- |
| 1914 | Man from Mexico                 |
| 1915 | The Dictator                    |
| 1915 | Are You a Mason?                |
| 1915 | The Incorrigible Dukane         |
| 1916 | The Lost Bridegroom             |
| 1916 | The Red Widow                   |
| 1916 | Nearly a King                   |
| 1917 | Raffles, the Amateur Cracksman  |
| 1918 | On the Quiet                    |
| 1920 | Dr. Jekyll and Mr. Hyde         |
| 1921 | The Lotus Eater                 |
| 1922 | Sherlock Holmes                 |
| 1924 | Beau Brummell                   |
| 1926 | The Sea Beast                   |
| 1926 | Don Juan                        |
| 1927 | When a Man Loves                |
| 1927 | The Beloved Rogue               |
| 1928 | Tempest                         |
| 1930 | The Man from Blankley's         |
| 1929 | Amor eterno                     |
| 1929 | El show de los shows            |
| 1929 | General Crack                   |
| 1930 | Moby Dick                       |
| 1931 | The Mad Genius                  |
| 1931 | State's Attorney                |
| 1931 | Svengali                        |
| 1932 | Arsène Lupin                    |
| 1932 | Rasputín y la zarina            |
| 1932 | Grand Hotel                     |
| 1932 | Doble sacrificio                |
| 1933 | Counsellor-At-Law               |
| 1933 | Reunion in Vienna               |
| 1933 | Vuelo nocturno                  |
| 1933 | Cena a las ocho                 |
| 1933 | Topaze                          |
| 1934 | Twentieth Century               |
| 1934 | Long Lost Father                |
| 1936 | Romeo y Julieta                 |
| 1937 | Bulldog Drummonds Revenge       |
| 1937 | Bulldog Drummond Comes Back     |
| 1937 | Bulldog Drummond Double Feature |
| 1937 | Night Club Scandal              |
| 1937 | Maytime                         |
| 1937 | True Confession                 |
| 1938 | Romance in the Dark             |
| 1938 | María Antonieta                 |
| 1938 | Hold That Co-Ed                 |
| 1938 | Bulldog Drummonds Peril         |
| 1938 | Spawn of the North              |
| 1938 | The Great Man Votes             |
| 1939 | Medianoche                      |
| 1940 | The Invisible Woman             |
| 1940 | The Great Profile               |
| 1941 | World Premiere                  |
| 1941 | Playmates                       |

## Galería

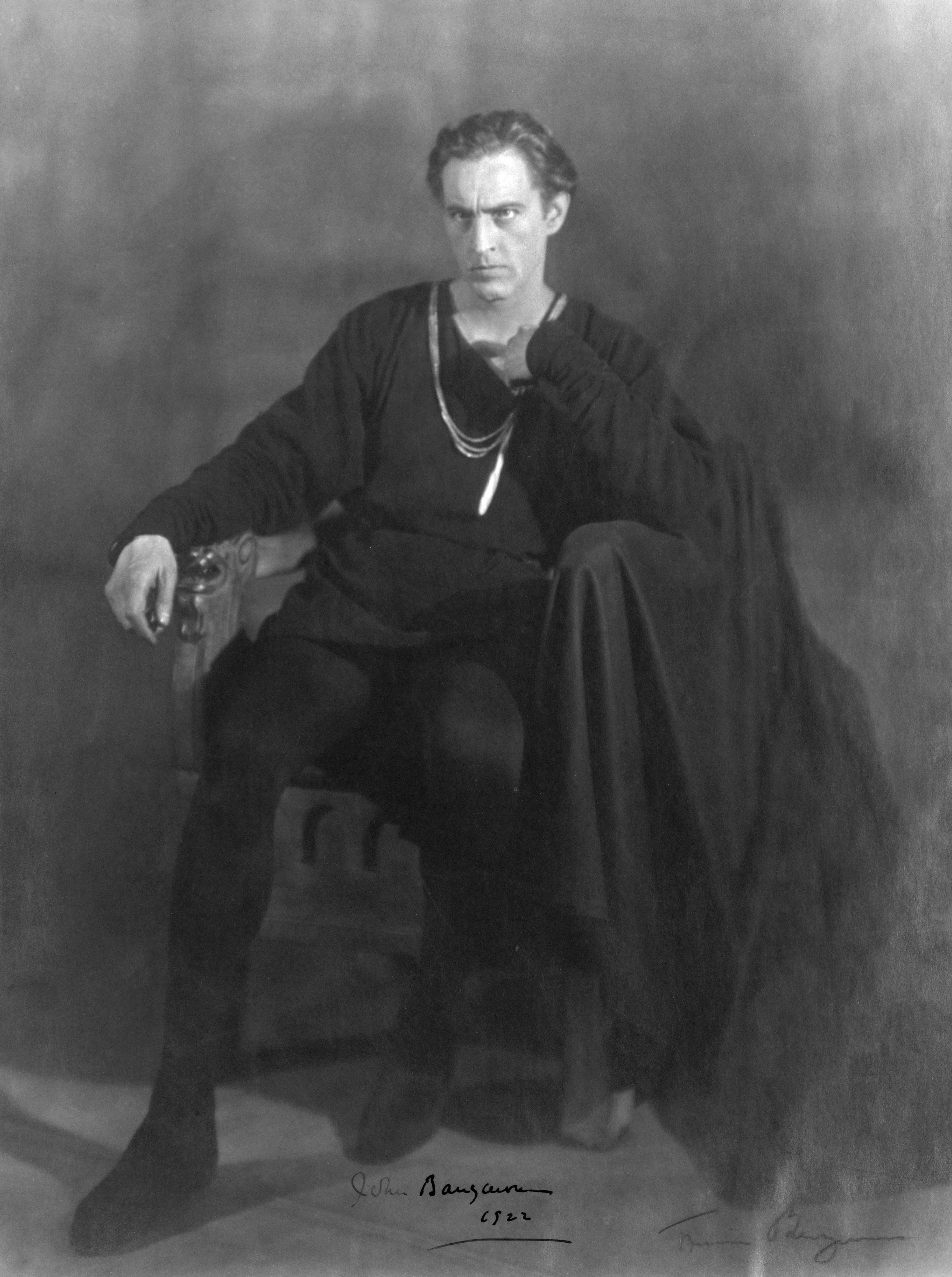
John Barrymore haciendo Hamlet en 1922.
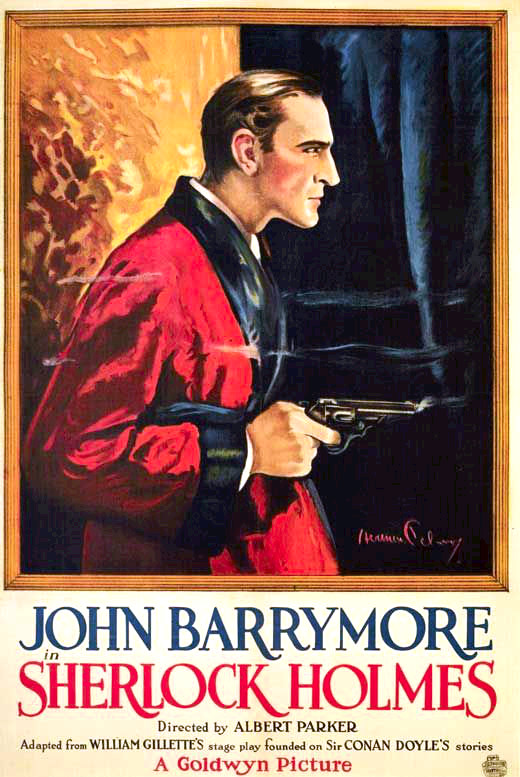
John Barrymore en un póster de la película Sherlock Holmes (1922).
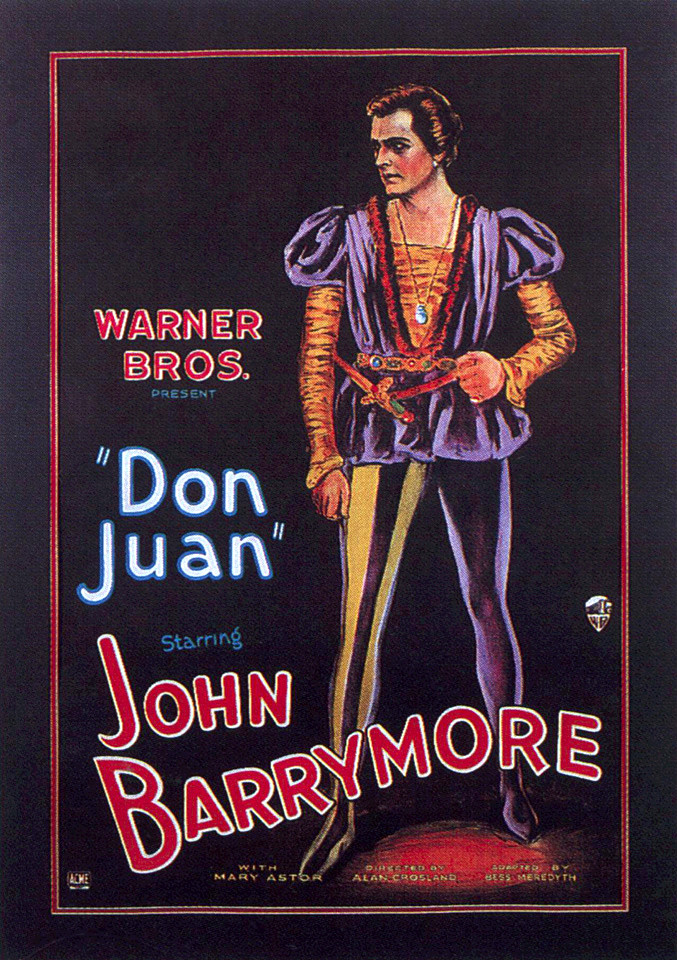
John Barrymore en un cartel de la película Don Juan (1926).